# Peter Goring
Harry Peter Goring (2. januar 1927 - december 1994) var en engelsk fodboldspiller (angriber/højre half) og -træner. 
Goring tilbragte størstedelen af sin karriere hos Arsenal. Han var tilknyttet klubben i hele 11 sæsoner og var med til at vinde både det engelske mesterskab og FA Cuppen. Han repræsenterede også Cheltenham Town og Boston United, mens han som træner stod i spidsen for Forest Green Rovers i mere end et årti.

## Titler
Engelsk mesterskab
- 1953 med Arsenal

FA Cup
- 1950 med Arsenal